# Artemisia cashemirica
Artemisia cashemirica là một loài thực vật có hoa trong họ Cúc. Loài này được Kaul & Bakshi mô tả khoa học đầu tiên năm 1984.